# Szingapúr a 2024. évi téli ifjúsági olimpiai játékokon
Szingapúr a dél-koreai Kangvonban megrendezett 2024. évi téli ifjúsági olimpiai játékok egyik részt vevő nemzete volt. Az ország a játékokon 1 sportágban (rövidpályás gyorskorcsolyában) 1 fiú és 1 lány sportolóval képviseltette magát.

## Rövidpályás gyorskorcsolya

### Fiú
| Versenyző | Versenyszám | Előfutam | Előfutam | Negyeddöntő | Negyeddöntő | Elődöntő | Elődöntő | Döntő   | Döntő    | Döntő   | Hely. |
| Versenyző | Versenyszám | Idő      | Hely.    | Idő         | Hely.       | Idő      | Hely.    | Típus   | Idő      | Hely.   | Hely. |
| --------- | ----------- | -------- | -------- | ----------- | ----------- | -------- | -------- | ------- | -------- | ------- | ----- |
| Ryo Ong   | 500 m       | 44,938   | 4.       | Kiesett     | Kiesett     | Kiesett  | Kiesett  | Kiesett | Kiesett  | Kiesett | 30.   |
| Ryo Ong   | 1000 m      | 1:37,674 | 3.       | Kiesett     | Kiesett     | Kiesett  | Kiesett  | Kiesett | Kiesett  | Kiesett | 26.   |
| Ryo Ong   | 1500 m      |          |          | 2:25,282    | 3.          | 2:38,401 | 3.       | B       | 2:46,823 | 6.      | 13.   |

### Lány
| Versenyző   | Versenyszám | Előfutam | Előfutam | Negyeddöntő | Negyeddöntő | Elődöntő | Elődöntő | Döntő   | Döntő   | Döntő   | Hely. |
| Versenyző   | Versenyszám | Idő      | Hely.    | Idő         | Hely.       | Idő      | Hely.    | Típus   | Idő     | Hely.   | Hely. |
| ----------- | ----------- | -------- | -------- | ----------- | ----------- | -------- | -------- | ------- | ------- | ------- | ----- |
| Amelia Chua | 500 m       | 48,311   | 3.       | Kiesett     | Kiesett     | Kiesett  | Kiesett  | Kiesett | Kiesett | Kiesett | 26.   |
| Amelia Chua | 1000 m      | 1:38,738 | 4.       | Kiesett     | Kiesett     | Kiesett  | Kiesett  | Kiesett | Kiesett | Kiesett | 28.   |
| Amelia Chua | 1500 m      |          |          | 2:42,567    | 6.          | Kiesett  | Kiesett  | Kiesett | Kiesett | Kiesett | 31.   |